# Sankt Kjelds Kirke (Viborg)
Sankt Kjelds Kirke er den romersk-katolske kirke i Viborg beliggende Sct. Leonis Gade 12. Sognet, som kirken betjener, omfatter en stor del af Midt- og Vestjylland med en menighed på omkring 600 mennesker.

## Historie
Den første samlingssted efter reformationen for den romersk-katolske menighed i Viborg blev indviet i 1941 og fik navnet Sankt Kjelds Kapel efter Viborgs lokale helgen. Kirkerummet var beliggende i Morvilles gård i Sct. Mogens Gade. I 1946 købte menigheden et hus i Sct. Leonis Gade 12 og indrettede her et kapel, som i 1966 blev indviet som kirke. Da menigheden i løbet af 1990´erne voksede stærkt bl.a. på grund af tilkomsten af mange vietnamesiske flygtninge, blev det besluttet at bygge en ny kirke på grunden bag ved huset i Sct. Leonis Gade. Den nye kirke kunne indvies den 30. august 2008. Den er bekostet dels af midler, som menigheden har indsamlet, dels af donationer fra fonde samt betydelige midler fra den tyske organisation Bonifatiuswerk, som især støtter romersk-katolske menigheder i Norden og i Baltikum.

## Kirkebygningen
Den grund, som kirken er bygget på, er gammel kirkejord, idet én af de tolv sognekirker, som fandtes i Viborg i middelalderen, lå her. Denne kirke, som menes at have båret navnet Drottens Kirke, blev revet ned i forbindelse med reformationen. Den nye kirke, som er bygget på den mod øst skrånende grund ud mod Ll. Sct. Mikkels Gade, er et enkelt hvidkalket hus med et antydet kor mod øst. Kirken er bygget sammen med det gamle hus mod Sct. Leonis Gade, hvor der nu er indrettet menighedslokaler. Under kirkerummet er indrettet lejlighed til præsten. Kirken er tegnet af arkitektfirmaet Meedom-Bæch, Viborg.

## Kirkens indre
I kirkerummet bemærker man det store vindue mod øst, som giver udsigt over Viborg Søndersø. Rummet er i øvrigt enkelt indrettet. Man har genbrugt bænkeraderne fra den gamle kirke og fået lavet nye som kopier. En del af inventaret er genbrug fra et nedlagt kapel i Sostrup Kloster på Djursland. Kirkens krucifiks er en gave fra Sankt Andreas kirken i Ordrup. Orglet er et 5 stemmers Frobenius-orgel som oprindelig har stået i Handbjerg Kirke ved Struer. På langvæggene findes 14 små korsvejsmalerier samt 4 indvielseslysestager. En træskulptur af kirkens skytshelgen, Sankt Kjeld, er en gave fra Viborg Pilgrimscentrum og er lavet af Birger Holmgaard Johansen. I alterbordet er nedlagt relikvier af Sankt Gregor den Store, Sankt Thomas af Canterbury samt Sankt Maria Goretti.